# Procession des canopes

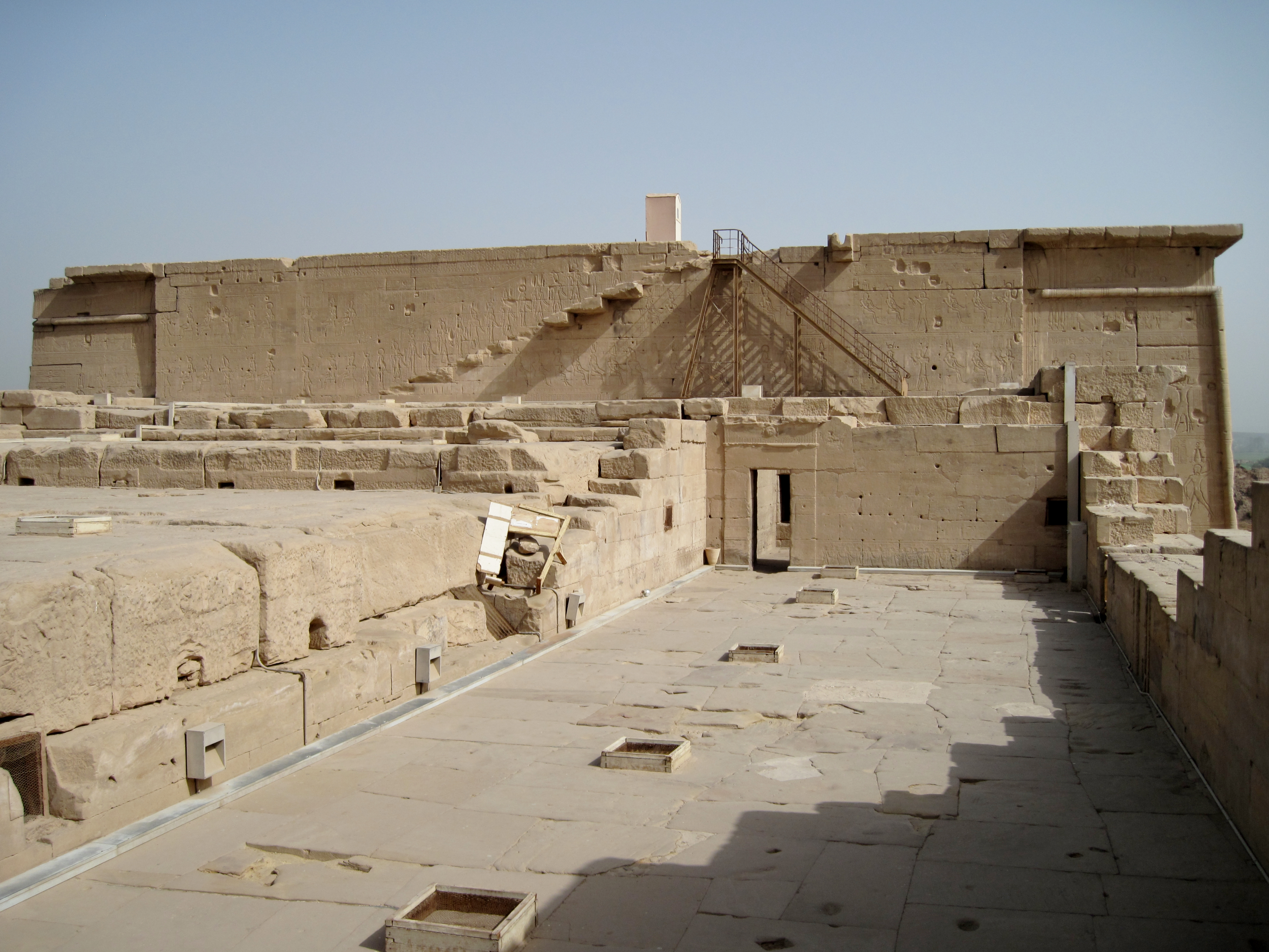
Vue sur la terrasse du temple de Dendérah où se trouvent les chapelles consacrées aux rites osiriens.

La Procession des canopes est une frise décorant le soubassement de la chapelle médiane Est de l’Osiréion de Dendérah en Égypte. Ce complexe cultuel de six chapelles est dédié à la renaissance d'Osiris et se situe sur le toit-terrasse du temple de Hathor. La frise mêle texte et images où quarante-deux divinités égyptiennes présentent à Osiris ses reliques, c'est-à-dire les différents membres et organes de son corps démembré par Seth. La procession se divise en deux groupes, l'un pour la Haute-Égypte, l'autre pour la Basse-Égypte. Chaque dieu représente la capitale d'un nome et tient en ses mains un vase canope au bouchon anthropomorphe qu'il présente à Osiris en lui demandant de remettre la relique à sa place, dans son corps. La procession présente plusieurs redites au sujet des jambes du dieu. Ces lambeaux sont les plus prestigieux car leurs écoulements lymphatiques sont considérés comme étant à l'origine des crues annuelles du Nil. Le 19e Nome de Haute-Égypte n'apparaît pas car il s'agit d'un territoire que la tradition attribue à Seth le meurtrier. 

## Procession de Haute-Égypte
| n° | Nom du nome                | Divinité           | Apport                                                 |
| -- | -------------------------- | ------------------ | ------------------------------------------------------ |
|    |                            | Pharaon            | les dieux de Haute-Égypte et leurs reliques            |
|    |                            | Meret du Sud       | grain de l'été, céréales de l'hiver                    |
|    |                            | Hâpy du Sud        | inondation                                             |
|    |                            | Oupouaout du Sud   | onguent                                                |
|    |                            | Hathor             | ?                                                      |
| 1  | Nome ombite                | Khnoum-Rê          | jambe gauche et jambe droite                           |
| 2  | Nome apollonopolite        | Horus              | cavité thoracique                                      |
| 3  | Nome latopolite            | Nekhbet            | mâchoires                                              |
| 4  | Nome pathyrite             | Amon-Rê            | peau                                                   |
| 5  | Nome coptite               | Min                | ventre qui contient les graines d'orge entrailles cœur |
| 6  | Nome tentyrite             | Harsomtous         | jambe droite                                           |
| -  |                            | Hathor de Dendérah | protectrice de la jambe droite                         |
| 7  | Nome diospolite            | Néferhotep         | phallus, testicules                                    |
| 8  | Nome thinite               | Harendotes         | tête                                                   |
| 9  | Nome panopolite            | Min                | oreilles                                               |
| 10 | Nome aphroditopolite       | Mahès              | jambes                                                 |
| 11 | Nome Hypsélite             | Khnoum             | foie                                                   |
| 12 | Nome antaéopolite          | Horus Nemty        | poumons                                                |
| 13 | Nome Lycopolite supérieur  | Oupouaout          | œsophage                                               |
| 14 | Nome Lycopolite inférieur  | Hathor             | humeurs sorties de l'anus                              |
| 15 | Nome hermopolite supérieur | Thot               | gorge, pharynx                                         |
| 16 | Nome hermopolite inférieur | Horus              | œil                                                    |
| 17 | Nome cynopolite            | Anubis             | humeurs, myrrhe                                        |
| 18 | Nome cynopolite            | Anubis             | humeurs                                                |
| 20 | Nome hérakléopolite        | Hérichef           | jambe                                                  |
| 21 | Nome arsinoïte             | Khnoum             | jambe                                                  |
| 22 | Nome aphroditopolite       | Hathor             | tous les dieux porteurs des reliques                   |
|    |                            | Thot               | âme vivante d'Osiris                                   |

## Procession de Basse-Égypte
| n° | Nom du nome       | Divinité           | apport                                                                       |
| -- | ----------------- | ------------------ | ---------------------------------------------------------------------------- |
|    |                   | Pharaon            | les dieux de Basse-Égypte et leurs reliques, l'âme, le nom, l'ombre d'Osiris |
|    |                   | Meret du Nord      | orge                                                                         |
|    |                   | Hâpy du Nord       | inondation                                                                   |
|    |                   | Oupouaout du Nord  | onguent et étoffes                                                           |
|    |                   | Hathor             | ?                                                                            |
| 1  | Nome memphite     | Ptah               | momification d'Osiris                                                        |
| 2  | Nome létopolite   | Haroeris           | omoplate, flagellum                                                          |
| 3  | Nome lybique      | Hathor             | jambe droite                                                                 |
| 4  | Nome prosopite    | Amon-Rê            | œil                                                                          |
| 5  | Nome saïte        | Neith              | épine dorsale                                                                |
| 6  | Nome xoïte        | Amon-Rê            | humeurs                                                                      |
| 7  | Nome métélite     | Ha                 | côtes                                                                        |
| 8  | Nome héroopolite  | Atoum              | viscères, ventre, bas du dos                                                 |
| 9  | Nome busirite     | Horus ounty        | dos jusqu'à la nuque, tête, région costale, colonne vertébrale               |
| 10 | Nome athribite    | Horus Khenty Khéty | cœur, poumons, foie, rate, ventre                                            |
| 12 | Nome sébennytique | onouris            | épine dorsale                                                                |
| 13 | Nome héliopolite  | Rê Horakhty        | fémur, humérus                                                               |
| 15 | Nome hermopolite  | Thot               | lymphe                                                                       |
| 16 | Nome mendésien    | Banebdjed          | phallus et dos réunis                                                        |
| 19 | Nome tanite       | Horus              | épine dorsale                                                                |
| 17 | Nome diospolite   | Amon-Rê            | bronches des poumons dans la plèvre                                          |
| 20 | Nome arabique     | Soped              | pierre précieuse                                                             |
| 18 | Nome bubastite    | Bastet             | jambe                                                                        |
| 14 | Nome pélusiaque   | Ouadjyt            | sourcils                                                                     |
| 11 | Nome pharbaïtite  | Horus Merty        | œil                                                                          |
|    |                   | Harsiesis de Bouto | plantes protectrices                                                         |
|    |                   | Chesmou            | onguent cuit                                                                 |